# Жосан Каріна
Каріна Жосан (нар. 1994, селище Овідіополь на Одещині) — українська модель, блогерка, переможниця конкурсу «Міс Україна Всесвіт 2018»

## Ранні роки
Каріна Жосан народилася в 1994 році у місті Овідіополь, де закінчила загальноосвітню школу.
З дитинства грала в театральній студії «Віват Театр!». Потім брала участь у грі команди КВК «Убойная сила».
З 16 років Каріна Жосан працює професійною моделлю в Азії та Європі. Працювала моделлю за кордоном (Китай). Є переможницею конкурсів краси «Міс Весна 2010», «Міс Осінь 2010», «Дністровська красуня 2011», «Miss Bikini International 2011».
У серпні 2015 році мала зустріч з губернатором Одеської області Михайлом Саакашвілі, з яким сфотографувався з та виклала знімок на своїй сторінці в соцмережі: «Сьогодні удостоїлася зустрічі з Михайлом Саакашвілі…».
Також вона є популярною блогеркою. На її на час перемоги були підписані майже 50 тисяч користувачів мережі.
У 2017 році закінчила Одеську академію харчових технологій за спеціальністю готельно-ресторанний і туристичний бізнес. Також закінчує навчання в університеті UIBE в Пекіні.
Вивчила китайську мову, якою вільно розмовляє.

## Міс Україна Всесвіт
Бажання взяти участь у конкурсі «Міс Україна Всесвіт» у Каріни з'явилась у 12 років, коли у 2006 році вона побачила по телевізору, як перемогла Інна Цимбалюк.
Під час інтелектуального конкурсу Каріна Жосан так запропонувала розвивати спорт в Україні:
|  | «Мені здається, саме слово "розвивати" говорить про початок, старт, тому починати потрібно з дітей. Я не кажу тільки про спортивні школи. Батьки повинні з дитинства привчати людей до спортивної культури. Якщо це будуть підтримувати вдома, а потім в школі, то наша країна дуже зміцніє в цьому плані. У нас багато видатних спортсменів. Якщо ми дамо шанси дітям, то наша країна буде набагато успішнішою в спортивному плані» |

Каріна Жосан перемогла серед інших 17 конкурсанток «Міс Україна Всесвіт 2018» 14 серпня 2018 року. Церемонія традиційно проходила у п'ятизірковому готелі Fairmont Grand Hotel Kyiv. Тепер вона представить Україну на престижному конкурсі краси «Міс Всесвіт 2018» 17 грудня у Бангкоку.

## Скандал
Каріна Жосан втрапила у скандал, коли 2023 року влаштувала вечірку на елітному курорті Куршевель, де розмахували прапором України під пісню «Вова, їб*ш їх, бл*ть».

## Сім'я
Чоловік: Сергій Ошеровський - уродженець Донецької області, відомий на прізвисько "Сергій Ізраїльський", перебуває в міжнародному розшуку та фігурує в статусі підозрюваного в кримінальному провадженні про вимагання (ч.4 ст.189 КК України) 1 млн. дол. членами угруповання.